# Монастир пророка Єлисея
Монастир пророка Єлисея — православний грецький чоловічий монастир, розташований в місті Єрихон, Ізраїль. Монастир діючий і регулярно відвідується православними прочанами.
Монастир пророка Єлисея знаходиться між кам'янистими горами і представляє невелику оазу в долині.

## Історія
З ім'ям пророка Єлисея пов'язується безліч чудес — від чудесного переходу Йордану до зцілення хворих і воскресіння сина жінки-сунамітянки. До відомих його чудес також відносяться: множення єлею на прохання бідної вдови, зцілення сирійського полководця Неємана.
В пам'ять про пророка Єлисея та євангельської події покаяння митаря Закхея в Єрихоні, в 1886 році на кошти російських благодійниць - А. Д. Богданової та члена Імператорського православного палестинського товариства Марії Михайлівни Кисельової з Пензи був споруджений православний храм в ім'я пророка Єлисея.
Будівництво храму на цьому місці пояснюється тим, що будучи за походженням із села Меулі, розташованому в долині річки Йордан, творив святий і в місті Єрихон.
Зараз тут знаходиться грецький православний Монастир пророка Єлисея, в якому збереглося чимало російських ікон, що були пожертвувані в різні періоди.
У дворі монастиря знаходиться головна святиня - "Біблейська смоківниця" (сикомора) митаря Закхея. Більш ніж за дві тисячі років дерево засохло, але його залишки були збережені.
Збережені елементи стовбура та гілок огороджені скляним ковпаком, перед яким встановлена ікона із зображенням Христа, що звертається до митаря Закхею, який сидить на дереві.
Згідно з Біблією, Закхей був багатий юдей. Він жив в Єрихоні та був начальником митарів, тобто збирачем податків в цьому місті. Коли Хистос проходив через місто по дорозі з Єрусалиму, його цікавість і бажання бачити Христа були такими сильними, що для цього він вліз на смоківницю. Христос не тільки зупинився під смоківницею, де сидів Закхей, але й виявив бажання прийти до нього в дім. Ця подія дуже обурила натовп, бо Закхея в місті не поважали. А сам Закхей відкрив своє серце Христу та покаявся за своє життя. Після цієї зустрічі Закхей вже більше ніколи не полишав Христа. 
За церковним переказом, він згодом став першим єпископом християнської церкви в Палестинській Кесарії.
Всередині монастир виконаний в візантійському стилі, на місці Царських врат розміщений великий образ Закхея як єпископа Кесарійського. 
Також на території Монастиря пророка Елисея знаходиться великий апельсиновий сад і кілька глинобитних споруд.